# Псьол Олександра Іванівна
Олекса́ндра Іва́нівна Псьол (*1817, село Псьолівка, нині Псільське Великобагачанського району Полтавської області — †15 (27) жовтня 1887, Москва) — українська  поетка, дочка поміщика. Сестра Глафіри Псьол.

## Біографія
Батько Олександри Іванівни, Іван Михайлович, служив в канцелярії М. Г. Рєпніна. В сім'ї було семеро дітей. Після смерті батьків дітей порозбирали на виховання родичі. Олександра разом з сестрами Глафірою і Тетяною потрапили в сім'ю князя Миколи Рєпніна і у 1830-х-1840-х роках жила в Яготині. Вчилась в Полтавському інституті шляхетних дівчат. В Яготині познайомилася з Тарасом Шевченком, листувалася з ним під час його заслання. Шевченко цінував окремі її твори («Свячена вода»).
У 1848 −1855 роках жила в Одесі, а у 1855–1887 роках жила в Москві.

## Творчість
З невеликого ліричного доробку Псьол дещо було опубліковане в альманасі «Хата» (1860) під назвою «Три сльози дівочі» («Заплакала Україна», «Ой, коли б я голос соловейка мала», «Віє вітер над Києвом»).
У поезіях Псьол є виразно патріотичні мотиви (відгуки на розгром Кирило-Мефодіївського братства). Одна з них («Не питай ти моїх пісень») помилково вважалася Шевченковою і була друкована в кількох виданнях «Кобзаря».

## Твори
- Вірші у книзі: Тридцять українських поетес. — К., 1968.